# Джордж Бас (археолог)
Джордж Флетчър Бас е американски археолог, признат за един от ранните практикуващи подводна археология, заедно с Питър Трокмортън, Хонор Фрост и др.

## Биография
Джордж Бас е роден на 9 декември 1932 г. в град Колумбия, Южна Каролина. През 1960 г. той ръководи първата археологическа експедиция за разкопки на древно корабокрушение край нос Гелидоня в Турция. Ръководи разкопки на корабокрушения от бронзовата епоха, античността, и от епохата на Византия.
През 1973 г. Бас основава Института по морска археология.